# Атаджанов Рузмет
Рузмет Атаджанов (20 квітня 1945, кишлак Узбекистан, тепер Хівинського району Хорезмської області, Узбекистан) — узбецький радянський діяч, голова правління колгоспу імені Леніна Хівинського району Хорезмської області Узбецької РСР. Член ЦК КПРС у 1990—1991 роках.

## Життєпис
З 1964 по 1967 рік служив у Радянській армії.
У 1969 році закінчив Ташкентський інститут іригації та механізації сільського господарства.
У 1969—1980 роках — виконроб, головний інженер, начальник пересувної механізованої колони тресту «Хорезмводбуд» Узбецької РСР.
Член КПРС з 1977 року.
У 1980—1985 роках — заступник голови виконавчого комітету Хівинської міської ради народних депутатів Хорезмської області.
У 1985—1986 роках — завідувач відділу Хівинського районного комітету КП Узбекистану Хорезмської області.
У 1986—1988 роках — заступник голови виконавчого комітету Хівинської районної ради народних депутатів Хорезмської області.
З 1988 року — голова правління колгоспу імені Леніна Хівинського району Хорезмської області Узбецької РСР.
Подальша доля невідома.